# Men I Trust
Men I Trust est un groupe d'électro pop de Montréal, Canada. Men I Trust a été fondé en 2014 par le bassiste Jessy Caron et Dragos Chiriac, amis depuis l’école secondaire, plus tard rejoints par Emmanuelle Proulx.
Le groupe a sorti six albums, Men I Trust (2014), Headroom (2015), Oncle Jazz (2019) Untourable Album (2021), Equus Asinus (2025) et Equus Caballus (2025).

## Biographie

### Débuts
Pendant leurs études secondaires, Dragos Chiriac et Jessy Caron composent des instrumentales dans le style hip-hop, et se retrouvent à l'Université Laval des années plus tard. L'un y étudie le jazz, l'autre la réalisation audionumérique. Ils réalisent alors leur premier disque. Alors qu'ils préparent leur second disque, Dragos repère Emmanuelle Proulx dans une vidéo sur Facebook, dans laquelle elle chante avec des amis autour d'un feu. Chiriac la contacte pour lui dire qu'elle a le genre de voix qu'il cherche ; celle-ci rejoint ainsi le binôme,.
Le groupe, qui vit à Montréal, commence par démarcher de nombreux labels, sans succès. Ils apprennent donc à commercialiser seuls leur musique et délèguent à deux agents de tournée la programmation de leur spectacle. Ils attirent finalement les labels, mais, conquis par l'expérience indépendante, ils déclinent les propositions. Ils déclarent : « Nous voulons rester indépendants le plus longtemps possible. Nous avons 100 % de nos droits. Beaucoup de labels demandent 50 % ». Le groupe s'autoproduit complètement : « on fait tout de manière indépendante : le mixage, le mastering et les vidéoclips, c’est une grande fierté pour nous. On a un contrôle total sur notre musique ainsi que notre image et ça donne un côté beaucoup plus intime », raconte Emma au magazine Vice en 2017.

### Premiers albums et succès critique
En 2014 et 2015, le groupe sort deux albums, Men I Trust et Headroom, et organise une tournée mondiale, donnant des concerts au Festival du Jazz de Montréal, ou encore à Shanghaï et Pékin. Le groupe vit alors essentiellement de sa présence sur Spotify,. Cependant, selon Vice, même si le groupe est connu internationalement, il « n’a pas encore les faveurs du grand public québécois ».
Le 24 juillet 2019, le groupe annonce la sortie de son troisième album pour septembre 2019 intitulé Oncle Jazz. Celui-ci se retrouve sur la longue liste du prix de musique Polaris en 2020. Le 25 août, Men I Trust lance The Untourable Album. Celui-ci fait aussi la longue liste du prix de musique Polaris en 2022.
En 2025, le groupe sort un double album intitulé Equus Asinus / Equus Caballus. Equus Asinus paraît le 19 mars 2025 et adopte une approche folk minimaliste, tandis que Equus Caballus, publié le 6 mai 2025, propose des sonorités plus électroniques et rythmées. Le projet marque le sixième album studio du groupe. Equus Asinus est également nommé pour le prix Polaris 2025.

## Style
Spécialisés dans « l’indie-pop douce », d'après le site de Radio Nova, le groupe dit aimer « les mélodies calmes, les rythmes simples et relaxants ».

## Discographie

### Albums
- Men I Trust (2014)
- Headroom (2015)
- Oncle Jazz (2019)
- Forever Live Sessions (2020)
- Untourable Album (2021)
- Forever Live Sessions, Vol.2 (2025)
- Equus Asinus (2025)
- Equus Caballus (2025)

### Singles
- Break for Lovers (2015)
- Humming Man (2016)
- Lauren (2016)
- Plain View (2016)
- You Deserve This (2017)
- Tailwhip (2017)
- I hope to be around (2017)
- Show Me How (2018)
- Seven (2018)
- Numb (2019)
- Norton Commander (All We Need) (2019)
- Lucky Sue (2020)
- Tides (2021)
- Hard to Let Go (2022)
- Billie Toppy (2022)
- Girl (2022)
- Ring of Past (2023)
- Husk (2024)